# 推計人口
推計人口（すいけいじんこう）は、国勢調査を基礎として、毎月の出生・死亡・転入・転出を加減して算出された推計値をもととした人口数である。この数字には外国人も含まれている。
実際に住んでいる者の全数調査である国勢調査人口に基づいた数値であるため、推計人口は「常住人口」や「現住人口」とも呼ばれ、総人口を表すには信頼性が高いものと考えられている。
ただし、三宅島の噴火により2000年（平成12年）9月2日に全島避難をした三宅村が、翌10月1日の国勢調査で「人口0人」となってしまい、その0人を基準に毎月の推計人口が算出される事態になった。また、東北地方太平洋沖地震（東日本大震災）に伴って住民票を移さずに避難する被災者が多数発生し、推計人口の信頼性が大きく損なわれた自治体も発生した。
推計人口と対をなす集計方法による人口数に「登録人口」がある。登録人口は、一般に住民基本台帳に記載されている人数を合算した数値である。外国人登録制度が廃止される以前は住民基本台帳及び外国人登録に記載されている人数を合算した数値であった。登録人口は住民登録をしている非居住者を含む一方で、住民登録をしていない居住者を含まない。このため、登録人口は必ずしも実際に住んでいる者の数を正確に表してはいない。
市区町村単位の推計人口は主に都道府県のウェブサイトなどに掲載されているが、北海道についてはこの発表がなされていない。